# Copyright (typographie)
Cet article concerne le logo. Pour les prérogatives exclusives, voir Copyright. Pour le groupe américain de pop punk, voir The Copyrights.
Le symbole de copyright (©) indique qu'une œuvre est soumise à copyright dans les pays de common law. Dans les pays de droit civil (tels que la France ou la Belgique), il n'a aucune valeur légale mais est tout de même couramment employé pour indiquer qu'une œuvre est soumise au droit d'auteur.
Le symbole de copyright (©) peut être écrit sur ordinateur de type PC Windows en tapant la séquence Alt + 0169 ou Alt + 184, sur un PC Linux en tapant AltGr + c ou AltGr + Maj + c, et sur un Mac en tapant alt + c.